# 쌀미꾸리
쌀미꾸리는 종개과에 속하는 물고기다. 크기는 한국의 미꾸라지 종류들 중에서 가장 작으며 이름에 미꾸리가 들어가지만 미꾸리과에 속하지는 않는다. 대한민국의 거의 전 지역에 분포하지만, 태백산맥 동쪽인 영동지방에 더 많이 서식하고 있어 강원도에서는 추어탕 재료를 주로 쌀미꾸리로 쓴다.